# サービィーくん

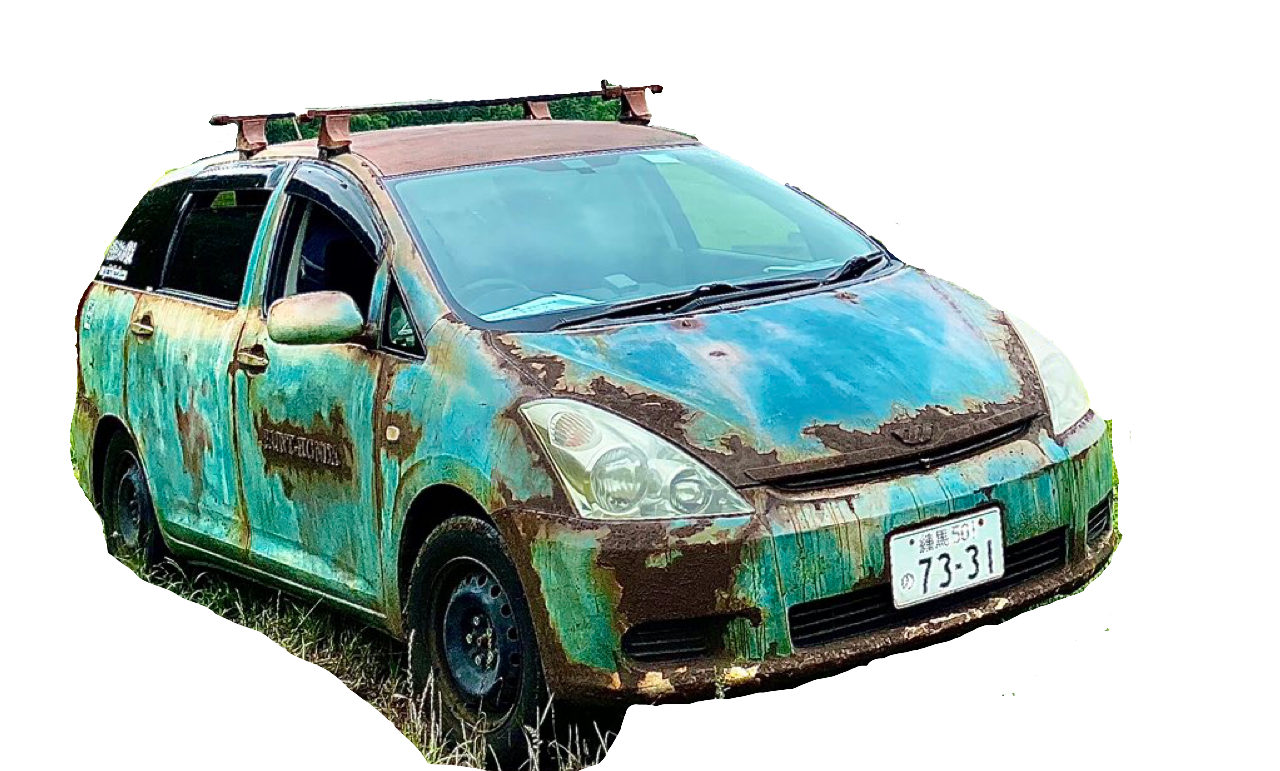
サービィーくん（初期タイプ）

サービィーくん（SA-BY君）は、ホンダトソウの宣伝マスコットキャラクター。
名前の「サービィーくん」は、サビ風塗装から名付けられた。

## プロフィール
- 生誕地：東京都練馬区
- 誕生日：2月11日
- 年齢：ひみつ
- 趣味：サビ汁を垂らす
- 職業：幸せをふりまく

## 概要
2008年にホンダトソウのマスコットとしての役割を担うためにエイジング塗装などの技術により「サビサビ」「ボロボロ」をコンセプトに外観を変更される。
本来なら廃車になることが決まっていたが、宣伝マスコットキャラクターとしての役割を与えられて現在に至る。ベースはTOYOTAのWish（トヨタ自動車が製造販売するコンパクトMPV）でホンダトソウの塗装技術によって造形とエイジング塗装をされた社用車である。
サスティナブルの観点で「再生」を裏テーマにしている。
現在は23区を中心に社用車としての役割とマスコットとしての役割の2つを行うため関東一円を走り回り、子供たちを中心に幸せをふりまいている。
子供達には「ボロボロだ！」と人気で笑顔にしている。
巷では3回見かけると小さな幸せが訪れるという噂があり、SNSでもにわかに話題になり、それが人気の一つの要因となっている。

### キャラクターデザイン
エイジング塗装には様々なデザインがあるが、経年劣化して錆が激しくなっているのを塗装技術で表現している。職人の技術がより理解してもらえるようにという想いも込められている。
サービィーくんで施されたデザイン以外の風味や色合いも施工することができる。

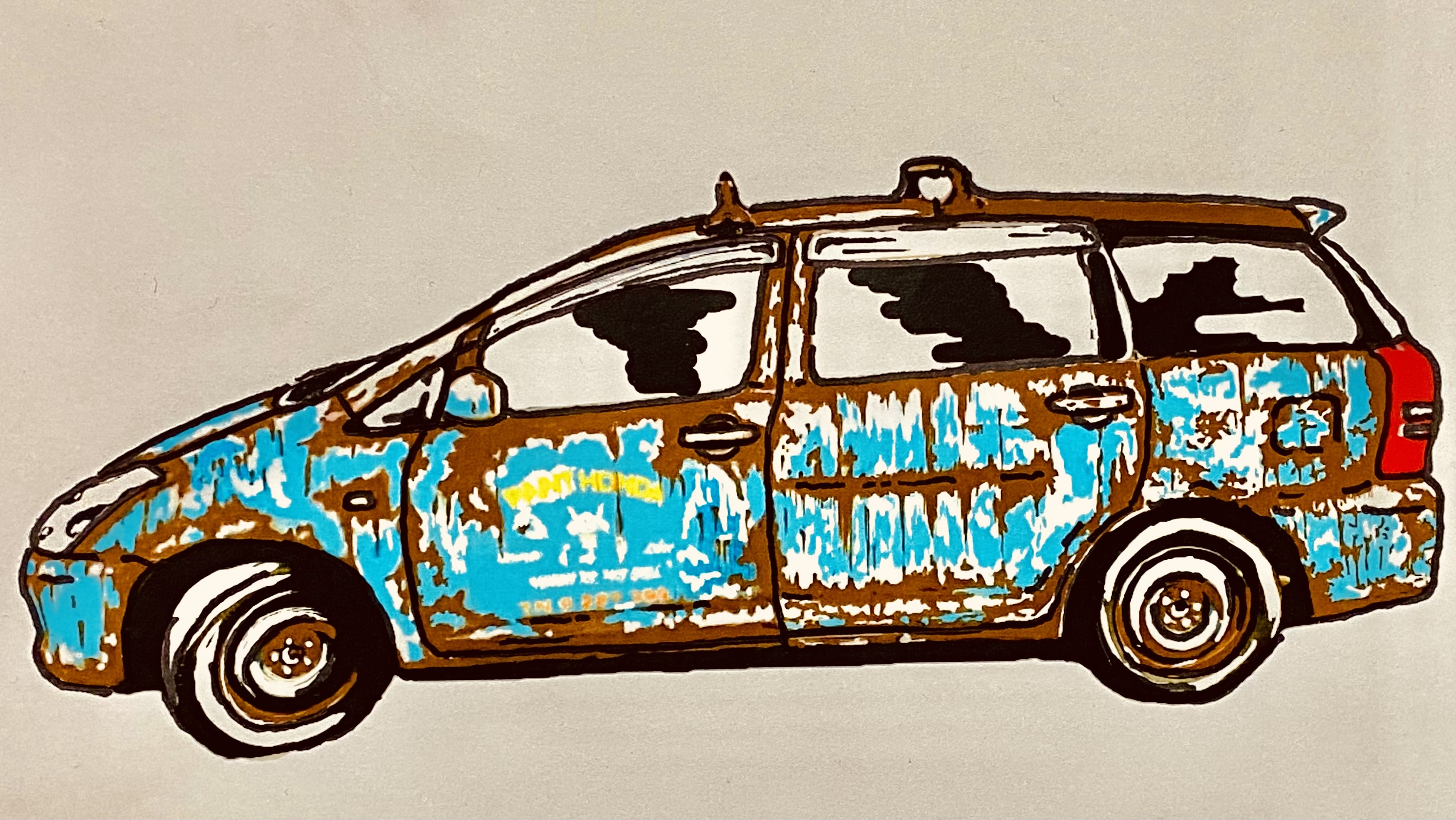
サービィーくんイラストバージョン

## 展開
2023年には「デザインフェスタ」にも展示出展していて、数千人の人が目にして直に触って「サビサビ」「ボロボロ」を体感することになった。
2023年11月に開催される「デザインフェスタ58」への出展し話題になる。
2024年11月開催の「デザインフェスタ60」への出展も決定し大きな話題になることもあると言われている。10月現在ですでにリリース記事にて発信されている。
サービィーくんの仲間（ファミリー）として、他の車やバイク、楽器などへサービィー塗装がされたものも生まれている。ファミリーはサービィーくんを含め8種になっていてさらに増える計画もある。
サービィーくんをきっかけとして知り合った友人やファンや仲間を指す「サビ友」も増えていて「サービィーくんのサビ汁」としてグッズもある。

### 目的・貢献
サービィーくんは、ホンダトソウのマスコットとしてだけでなく「全ての職人の地位向上」も目指していて、塗装だけでなく各職人の技術の高さや凄さを多くの人に知ってもらおうという裏テーマも持っている。

## 歴史
- 2003年
  - トヨタ自動車より販売

- 2008年
  - ホンダトソウへ入社

- 2019年
  - サービィーくんとして生まれ変わる

- 2020年
  - サビ度をアップしてリニューアル

- 2021年
  - 陸路にて東日本を北上
  - 北海道函館へ上陸
  - 函館より東へ根室まで
  - 大間より太平洋沿岸を東京へ
  - 東京 - 名古屋間往復
  - 「スズキエブリ」サービィー杢が仲間入り

- 2022年
  - 「ジャイロキャノピー」サービィージュニアが仲間入り

- 2023年  ・公式インスタグラム開設 ・デザインフェスタ57へ出展 ※同イベントでは初の車の出展となり注目される ・サービィーライダー「カワサキZ1　900」サビサビバージョン発表 ・サービィーLINEスタンプ発売
- 2024年  ・公式LINE開設  ・「マツダビアンテ」サービィーブラザーが仲間入り  ・「トヨタシエンタ」サービィーバディが仲間入り ・デザインフェスタ60へ出展
- 2025年　 ・異業種へチャレンジ　「名古屋オートフェステバル」へ出展 会場は「ポートメッセなごや」 ・オートフェステバルにおいてアメイジングアワード賞獲得

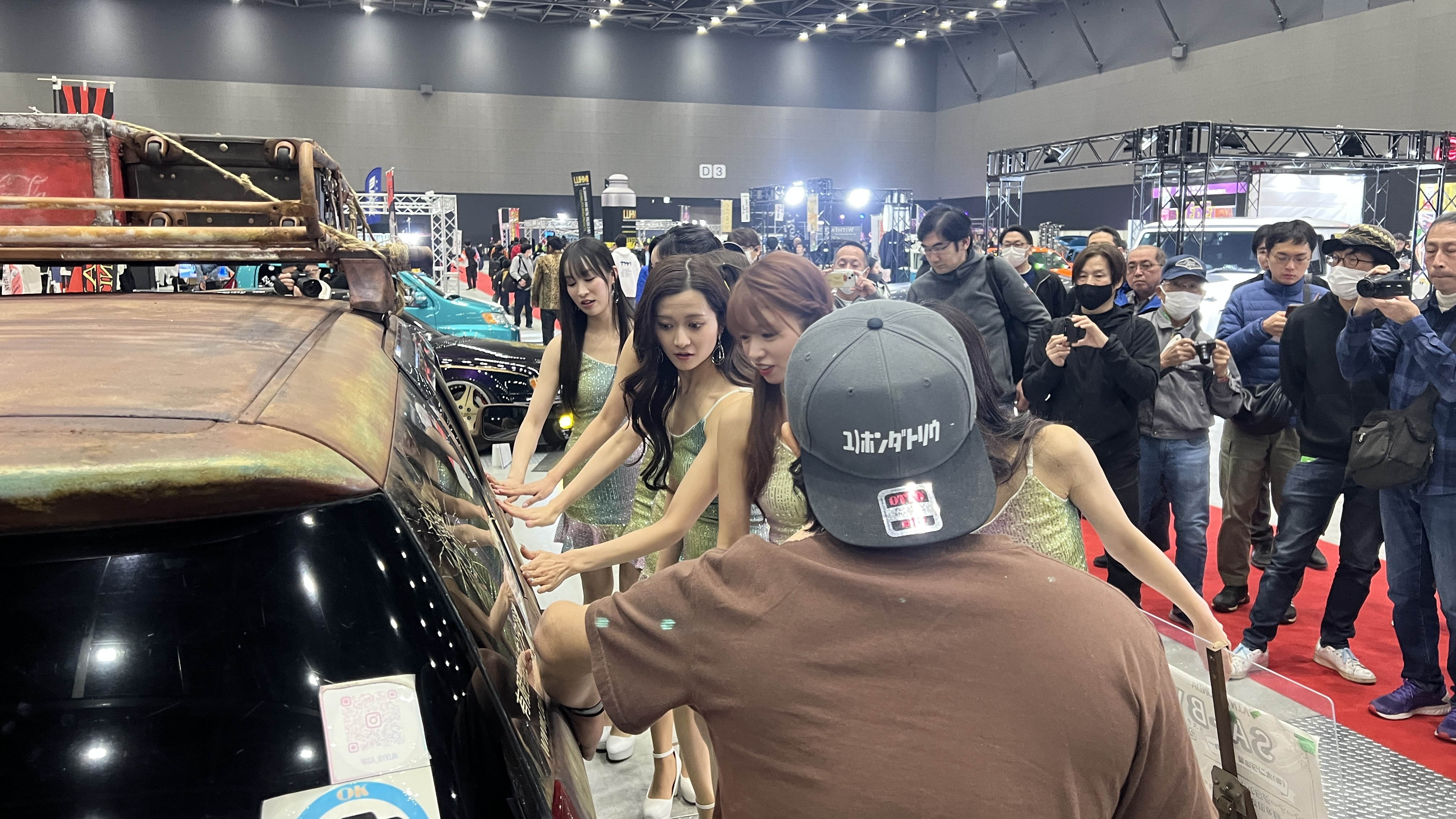

## リンク
- ホンダトソウ